# 溫徹斯特M1885起落閉鎖式步槍
溫徹斯特M1885（英語：Winchester Model 1885）是一款由著名的美国槍械設計師約翰·白朗寧所研製、槍械製造商溫徹斯特連發武器公司所生產的起落閉鎖式單發步枪，該步槍製有兩種型號，低壁型和高壁型。可發射多種口徑的步枪子彈。

## 歷史
1878年，23歲的白朗寧設計了一款起落式單發步槍，並於次年獲得了专利。白朗寧與弟弟開始在犹他州奧格登的二樓工作室手工製作步槍，但收效甚微。
1883年，溫徹斯特連發武器公司副總裁兼總經理托馬斯·貝內特（Thomas G. Bennett）前往奧格登並且談判收購該單發式步槍的設計，以及M1886槓桿式步槍的原型，這也開始了溫徹斯特與白朗寧20年來的合作的開端。溫徹斯特的工程師對白朗寧的設計進行了一些改進，包括將擋塊傾斜6度以形成正向後膛密封，並且將該改進型步槍以M1885之名推出。該槍製有兩款流行的型號，即所謂的低壁型（Low Wall），它顯有暴露的擊錘，發射火力不怎強大的彈藥；以及所謂的高壁型（High Wall），用於發射火力較為強大的彈藥，當從側面觀看時，會發現鋼製框架覆蓋了擊錘的大部分；但兩者都被溫徹斯特以單發步槍為名義銷售。
它主要是為了滿足因1872年6月21日起，在纽约克里德莫爾（Creedmoor）開幕的遠程“比賽射擊”運動而不斷增長的需求而研製。目標/比賽射擊在美國從1871年左右開始大受歡迎。在美國，靶子／比賽射擊項目從大約1871年到大約1917年之間非常受到歡迎，享有類似當今高爾夫球的地位，而在連發槍械方面建立了其聲譽的溫徹斯特公司，亦於1885年以該槍挑戰夏普斯、雷明登、史蒂文斯、梅納德、巴拉德等單發槍械巨頭，不僅參與了該比賽，而且表現出類拔萃，內德·H·羅伯茨（Ned H. Roberts；.257羅伯茨彈藥的發明者）更將M1885單發步槍描述為“有史以來最可靠、最強大、最完美的單發步槍”。
從1885年到1920年之間，溫徹斯特生產了接近140,000枝單發步槍，而且結果發現為M1885所製造出來的起落式槍機是當時最強固的槍機之一。起落式槍機的強固程度使得溫徹斯特利用它來測試全新製造的步枪彈藥。為了滿足射擊和狩獵公眾的需求，M1885單發步槍最終製有比其他任何一款溫徹斯特步槍型號更多的口徑。溫徹斯特還為美國陸軍生產了大量的.22口徑單發步槍，並且用作槍法訓練步槍，又稱“溫德鳥銃”。
2005年，溫徹斯特以標有“限量系列”的名義，重新推出了他們著名的M1885單發步槍。21世纪的溫徹斯特單發步槍採用了現代技術和钢材所製造，使得他們能夠發射現代無煙火藥彈藥；目前流行的.17雷明登彈、.243溫徹斯特彈與.30-06春田步槍彈都配有標準橡膠製緩衝墊和直型槍托底板。然而，這些限量系列M1885單發步槍型號當中的四種口徑有著“傳統獵人”的副題號。這四支步槍，口徑為.38-55溫徹斯特彈、.405溫徹斯特彈、.45-70政府彈以及.45-90 BPCR，採用19世紀的風格建造，配備了新月形钢製槍托底板（英語：Buttplate）和19世紀風格的折疊式簷型瞄準具，以及長達28英寸（711.2毫米）的完全八边形槍管。他們的膛線，比如在.38-55溫徹斯特彈的情況以下，為（溫徹斯特）傳統的一個18英寸的完整轉彎（1：18英寸），步槍陰膛徑為.376英寸（9.55毫米），而陽線膛徑則是.368英寸（9.35毫米）。其中，.45-70政府彈是目前這四款舊式彈藥當中最容易購入得到的彈種。

## 現代彈種優勢
裝有28英寸（711.2毫米）槍管的M1885的總長度與裝有24英寸（609.6毫米）槍管的溫徹斯特M70栓式步枪的基本長度相同。如果選擇適當的彈丸與裝藥組合，使用更長的槍管以下，彈丸速度可比總長度相同的栓式步槍有著明顯的加幅。

## 資料來源
1. ↑  Walter, John.  3rd. KP Books. April 28, 2006: 47  [July 10, 2016]. ISBN 978-0896892415. （原始内容存档于2016-09-18）.
2. ↑  .   [2019-08-06]. （原始内容存档于2011-06-16）.

## 外部連結
- （英文）—Winchester Repeating Arms Recently Historic Rifles
- （英文）—Winchester Repeating Arms Currently Produced Rifles
- （英文）—Modern cartridges, hunting experiences and bullet velocities in the Model 1885. By theDIYhunter